# البردیاح
ال بردیاه یک منطقهٔ مسکونی در عربستان سعودی است که در استان مدینه واقع شده‌است.